# Меморіальний комплекс «Слава» (Торецьк)

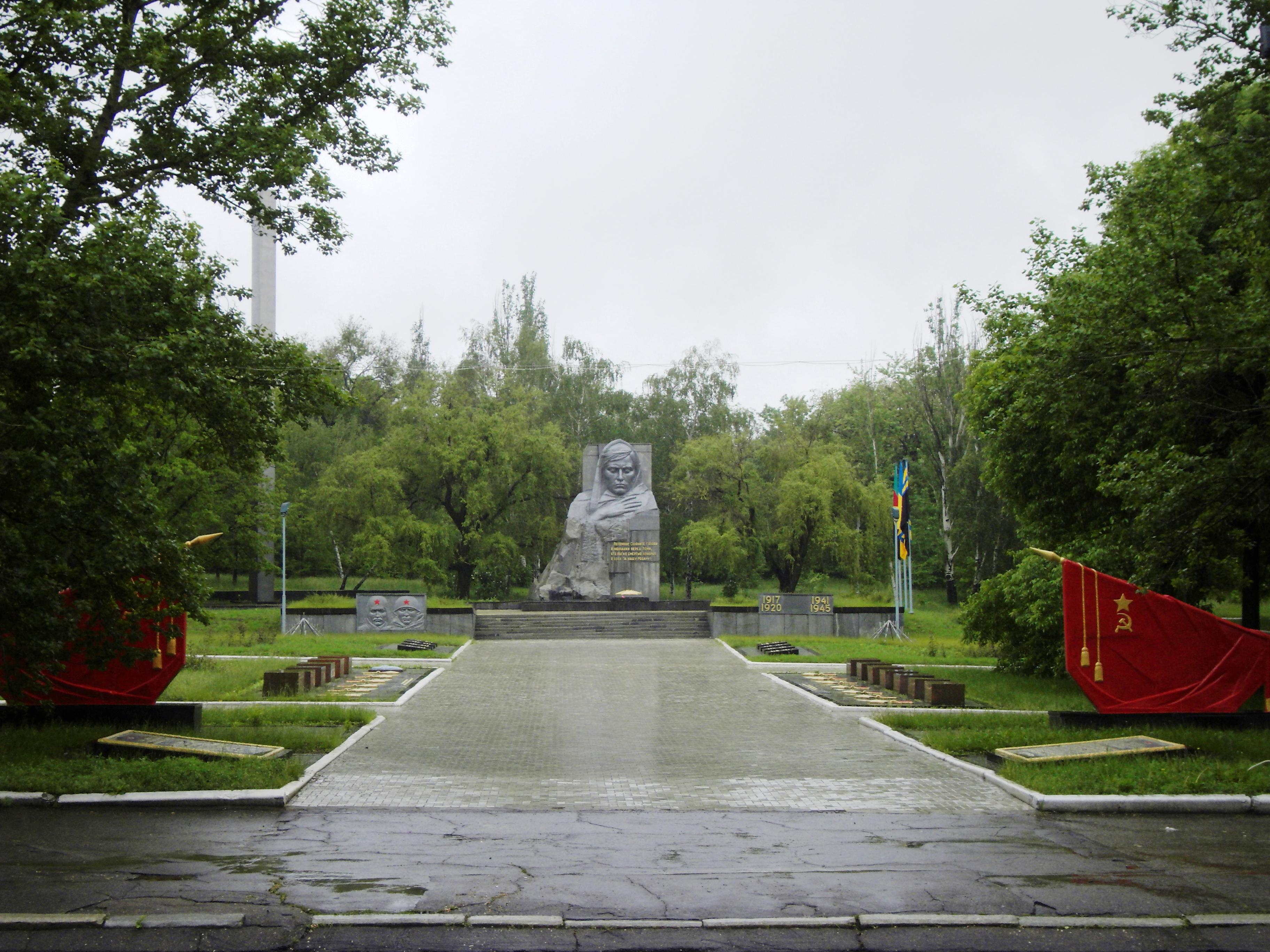
Меморіальний комплекс «Слава», місто Торецьк

Меморіальний комплекс «Слава» на честь земляків — Героїв Радянського Союзу і радянських воїнів — радянський меморіальний комплекс, що знаходиться у місті Торецьк Донецької області. Меморіал був споруджений до 30-річчя з дня «визволення міста Торецька від німецько-фашистських загарбників». Автор комплексу — скульптор А. М. Баранов. Відкриття меморіалу відбулося 8 вересня 1973 року.

## Меморіальний комплекс
Меморіал являє собою композицію, в якій об'єднані:
- Скульптурне зображення Скорботної матері на фігурному постаменті з сірого граніту. Скульптура відлита з чавуну на машинобудівному заводі ім. Петровського, висота її 3,5 метра, постамент розмірами 3,5 х 8,0 х 6,0 метрів. Перед скульптурою на узвишші з полірованих гранітних плит розміщене вогнище Вічного вогню у вигляді п'ятикутної зірки з пофарбованої сталі (діаметр 1,2 метра). Поверхня подіуму, на якому встановлений постамент з фігурою Скорботної матері, вимощена плитами з чорного полірованого граніту, прикрашена зліва барельєфним зображенням воїна Радянської Армії і більшовицького бійця часів українсько-більшовицької війни, поруч розташована могила невідомого солдата.

- Обеліск, увінчаний п'ятикутною зіркою, висота обеліска 22 метри, матеріал — залізобетон.

- Стіна пам'яті, довжиною 21 метр, заввишки 4,5 метра, на металевих плитах якої написані прізвища загиблих, інша стіна, яка примикає до неї, розміром 8,9×4,5 м, прикрашена великим панно, виконаним з металу, що зображує вояків Червоної Армії, що йдуть в атаку, а також зображеннями зірки Героя Радянського Союзу і Ордена Великої Вітчизняної війни, цоколь облицьований чорними гранітними плитами.

- Наступними є дві алеї по чотири плити із чорного граніту, на яких золотими літерами накреслені імена дзержинців, яким в роки німецько-радянської війни було надано звання Героя Радянського Союзу, а саме:

• Нестеренко Данило Потапович
• Догаєв Володимир Іванович
• Гамаюн Василь Ілларіонович
• Гужва Микола Якович
• Тоболенко Михайло Миколайович
• Талах Костянтин Якович
• Скачков Микола Павлович
• Пилипенко Іван Маркович
- Декоративні елементи у вигляді гранітних плит розміром 0,8 х 0,8 х 0,6 метра (13 штук) з назвами міст—героїв і зображенням зірки Героя Радянського Союзу утворюють дві алеї — праворуч і ліворуч. По центру кожної з алей встановлені металеві колби із землею з відповідних міст-героїв. Напис свідчить:

- При вході в меморіальний комплекс встановлені два стилізовані схилені прапори (бетон, 3,0 х 1,5 м) та дві гранітні плити.